# 阿莫斯·莫萨纳
阿莫斯·莫萨纳（義大利語：Amos Mosaner，1995年3月12日—），意大利男子冰壶运动员。他曾代表意大利参加2018年和2022年冬季奥林匹克运动会冰壶比赛，其中2022年冬季奥运会搭档斯特凡尼娅·康斯坦蒂尼获得混合双人金牌，这是意大利历史上首次获得奥运冰壶金牌。